# コパ・アメリカ2024決勝

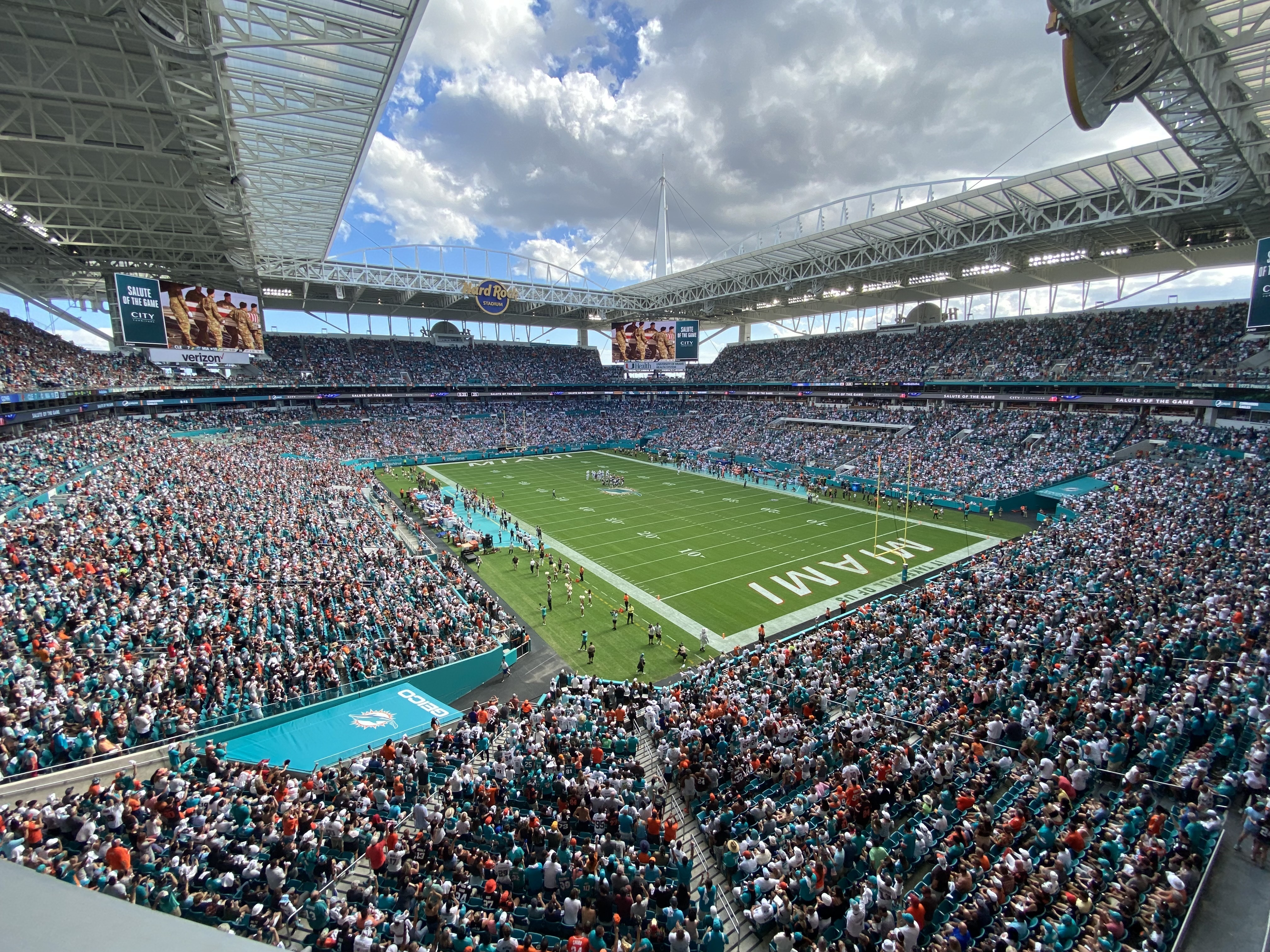
ハードロック・スタジアムの内部

コパ・アメリカ2024決勝は、 コパ・アメリカ2024の優勝者を決めるサッカーの試合である。この試合は、 CONMEBOL加盟協会の男子代表チームが4年ごとに争うコパ・アメリカの第48回決勝戦であった。この大会にはCONCACAFのチームも参加し、米国で開催されている。試合は2024年7月14日にフロリダ州のマイアミガーデンズにあるハードロック・スタジアムで開催された。
スタジアム付近で起きた一連の事件により、試合は1時間20分以上遅れた。
この試合は、記録更新となる30回目の決勝進出を果たしたディフェンディングチャンピオンのアルゼンチンと、わずか3回目の決勝進出を果たしたコロンビアの間で争われた。ディフェンディングチャンピオンのアルゼンチンは延長戦の末コロンビアを1-0で破り、記録破りの16回目のコパ・アメリカの優勝を果たした。これはアルゼンチンの記録更新となる30回目の決勝進出であり、過去29回の決勝戦のうち、アルゼンチンは同数最多の15回優勝しており、コロンビアは2001年に直近の決勝戦で優勝している。アルゼンチンにとっては、2021年のコパ・アメリカと2022年のFIFAワールドカップ決勝に続き、主要大会での3回連続の決勝進出であり、代表チームの歴史上、西ドイツ（1972年、 1974年、1976年）、スペイン（2008年、2010年、2012年）、そしてそれ以前のアルゼンチン自身（2014年、2015年、2016年）の3回しか成し遂げていない偉業である。
アルゼンチンは延長戦の末、コロンビアを1-0で破り、記録破りの16回目のコパ・アメリカ優勝を果たした。

## 会場
決勝戦は、フロリダ州のマイアミ市近郊のマイアミガーデンズにあるハードロック・スタジアムで開催される。開催地は2023年11月20日に決定した。 アメリカ合衆国は2023年1月に開催地として発表されていた。同国は2016年にコパ・アメリカ・センテナリオを開催しており、決勝戦はニューヨーク市近郊のニュージャージー州のイーストラザフォードにあるメットライフ・スタジアムで行われた（このスタジアムは2026年のFIFAワールドカップ決勝戦も開催予定）。
ハードロック・スタジアムは、主にナショナルフットボールリーグのマイアミドルフィンズの本拠地であり、芝生の競技場と65,000席を擁している。 1987年にオープンし、2015年から2017年にかけて大規模な改修工事が行われ、屋根などが増設された。なおこのスタジアムは、2025年のFIFAクラブワールドカップと2026年のFIFAワールドカップの開催会場でもある。

## エンターテイメント

### 国歌
決勝戦の前に、コロンビアの歌手カロル・Gとアルゼンチンの歌手アベル・ピントスがそれぞれの国の国歌を歌った。

### ハーフタイムショー
シャキーラは2024年7月8日の決勝戦のハーフタイムパフォーマーとして発表された。彼女はバックダンサーとロボットとともに26分間のセットリストで4曲を披露した。試合前にコロンビアのネストル・ロレンソ監督はハーフタイムを従来の15分から延長したことを批判した。 

## 決勝までの道のり
| 順 | チーム       | 試 | 点 |
| -- | ------------ | -- | -- |
| 1  | アルゼンチン | 3  | 9  |
| 2  | カナダ       | 3  | 4  |
| 3  | チリ         | 3  | 2  |
| 4  | ペルー       | 3  | 1  |

| 順 | チーム     | 試 | 点 |
| -- | ---------- | -- | -- |
| 1  | コロンビア | 3  | 7  |
| 2  | ブラジル   | 3  | 5  |
| 3  | コスタリカ | 3  | 4  |
| 4  | パラグアイ | 3  | 0  |

## 試合前の混雑
スタジアムは65,000人以上の観客で満席になると予想されていた。試合開始予定時刻の東部標準時午後8時より数時間前の東部標準時午後5時40分頃、コロンビアとアルゼンチンのファン数十人が警備柵を飛び越え、警察官をすり抜けてハードロック・スタジアムに侵入した。数人は換気システムから入ろうとした。事件のいくつかは、ジャーナリスト、VIP、選手の家族専用の南西ゲートで発生した。これを受けて、警察官は入場ゲートを施錠した。現地時間午後8時10分頃、スタジアムの警備員は群衆の混雑を避け、チケット所持者が徐々にスタジアム内に入ることができるようにゲートを再度開いた。事件のため、何千人ものファンがスタジアムへの入場を阻止された。
ハードロック・スタジアムは「今夜のコパ・アメリカ決勝戦を控え、チケットを持たない何千人ものファンがスタジアムに無理やり入ろうとし、他のファン、警備員、警察官を極度の危険にさらした」との声明を発表した。決勝戦の開始は82分遅れ、東部夏時間午後9時22分となった。推定7,000人がチケットなしで入場した。スタジアムの警備員は試合中もスタジアム内の人々のチケットを確認し、混雑した通路を片付け続けた。
マイアミ・デイド警察署の警官550人が試合に派遣された。不法侵入と警察官への暴行で複数の逮捕者が出た。マイアミ・デイド消防救助局は、華氏気温88°F（摂氏気温31°C）の暑さで熱中症に苦しむサポーターのために、スタジアム内に緊急ステーションを設置した。

## 試合

### 概要
アルゼンチンのゴールキーパー、エミリアーノ・マルティネスは、攻撃的なコロンビアのシュートを前半に4回セーブした。アルゼンチンのキャプテン、リオネル・メッシは、64分にランニング中に非接触で負傷し、退場を余儀なくされた 。アルゼンチンのディフェンダー、ニコラス・タグリアフィコは、75分にオフサイドの判定でゴールが認められなかった。
ラウタロ・マルティネスは97分にアルゼンチン代表として交代出場し、112分にジオヴァニ・ロ・チェルソのスルーパスから得点した。この試合はアンヘル・ディ・マリアがチームと共に出場した最後の国際試合となった。

### 詳細
| アルゼンチン             | 1 - 0 (延長)                            | コロンビア |
| ------------------------ | --------------------------------------- | ---------- |
| - La・マルティネス 112分 | レポート (CONMEBOL) レポート (CONCACAF) |            |

| アルゼンチン | コロンビア |

| GK                       | 23 | エミリアーノ・マルティネス     |       |       |
| RB                       | 4  | ゴンサロ・モンティエル         |       | 72分  |
| CB                       | 13 | クリスティアン・ロメロ         |       |       |
| CB                       | 25 | リサンドロ・マルティネス       |       | 97分  |
| LB                       | 3  | ニコラス・タグリアフィコ       |       |       |
| RM                       | 11 | アンヘル・ディ・マリア         |       | 117分 |
| CM                       | 7  | ロドリゴ・デ・パウル           |       |       |
| CM                       | 24 | エンソ・フェルナンデス         |       | 97分  |
| LM                       | 20 | アレクシス・マック・アリスター | 61分  |       |
| CF                       | 10 | リオネル・メッシ               |       | 66分  |
| CF                       | 9  | フリアン・アルバレス           |       | 97分  |
| 交代出場                 |    |                                |       |       |
| MF                       | 15 | ニコラス・ゴンサレス           |       | 66分  |
| DF                       | 26 | ナウエル・モリーナ             |       | 72分  |
| FW                       | 22 | ラウタロ・マルティネス         |       | 97分  |
| MF                       | 5  | レアンドロ・パレデス           |       | 97分  |
| MF                       | 16 | ジオヴァニ・ロ・チェルソ       | 118分 | 97分  |
| DF                       | 19 | ニコラス・オタメンディ         |       | 117分 |
| 監督                     |    |                                |       |       |
| ARG リオネル・スカローニ |    |                                |       |       |

| GK                     | 12 | カミロ・バルガス           |       |       |
| RB                     | 4  | サンティアゴ・アリアス     |       |       |
| CB                     | 2  | カルロス・クエスタ         |       |       |
| CB                     | 23 | ダビンソン・サンチェス     |       |       |
| LB                     | 17 | ホアン・モヒカ             |       |       |
| CM                     | 6  | リチャード・リオス         |       | 89分  |
| CM                     | 16 | ジェフェルソン・レルマ     |       | 106分 |
| CM                     | 11 | ジョン・アリアス           |       | 106分 |
| RF                     | 10 | ハメス・ロドリゲス         |       | 91分  |
| CF                     | 24 | ジョン・コルドバ           | 27分  | 89分  |
| LF                     | 7  | ルイス・ディアス           |       | 106分 |
| 交代出場               |    |                            |       |       |
| FW                     | 19 | ラファエル・サントス・ボレ |       | 89分  |
| MF                     | 5  | ケビン・カスターニョ       |       | 89分  |
| MF                     | 20 | フアン・キンテロ           |       | 91分  |
| MF                     | 15 | マテウス・ウリベ           |       | 106分 |
| FW                     | 9  | ミゲル・ボルハ             | 115分 | 106分 |
| MF                     | 8  | ホルヘ・カラスカル         |       | 106分 |
| 監督                   |    |                            |       |       |
| ARG ネストル・ロレンソ |    |                            |       |       |

| マン・オブ・ザ・マッチ ARG アンヘル・ディ・マリア 副審 BRA ブルーノ・ピレス BRA ロドリゴ・コレア 第4審判 PAR フアン・ガブリエル・ベニテス 第5審判 PAR エドゥアルド・カルドソ VAR BRA ロドルフォ・トスキ AVAR BRA ダニロ・マニス BRA ダニエル・ノブレ BRA パブロ・ゴンサルベス | 試合ルール - 90分ハーフ。 - 90分終了時点で同点の場合は30分の延長戦。 - 延長戦でも同点だった場合はPK戦。 - 先発以外のベンチ入りメンバーは最大12名。 - 最大5人の交代が可能。延長戦では6人目も交代可能。 - 交代の機会は最大3回まで、延長戦では4回目が認められる。 |

## 優勝国
| コパ・アメリカ2024優勝国         |
| -------------------------------- |
| · アルゼンチン · 2大会連続16回目 |